# Ніда (Латвія)
Ні́да (латис. Nida) — село в Латвії, Курляндія, Руцавський край, Руцавська волость. Розташоване на березі Балтійського моря. Відоме з 1561 року. Входило до складу Гробінської парафії Герцогства Курляндії і Семигалії. Стара німецька назва — Ні́дден (нім. Nidden)

## Назва
- Ні́да (латис. Nida) — сучасна латиська назва.
- Ні́дден (нім. Nidden) — стара німецька назва.

## Історія
- 1561—1795: Гробінська парафія Герцогства Курляндії і Семигалії.